# 613 وصية

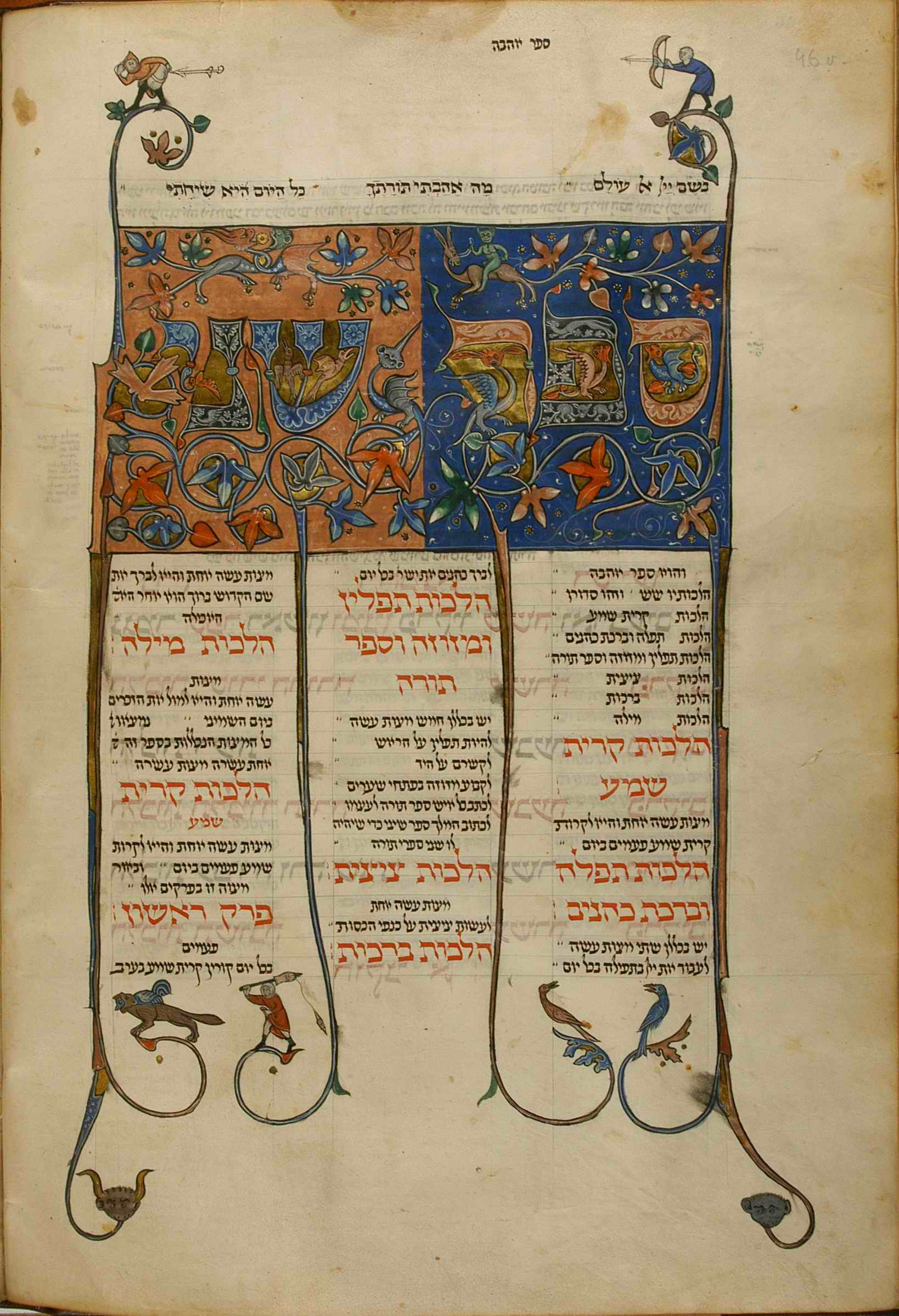

حسب المعتقد اليهودي فإن هناك 613 وصية في التوراة (بالعبرية: תרי״ג מצוות‏) أو ما تُسمى الميتزفة (المعروفة أيضًا بشريعة موسى) بدأ هذا الاعتقاد في القرن الثالث الميلادي عندما ذكره الحاخام سملاي في خطبة مسجلة له في التلمود.
على الرغم من وجود الكثير من المحاولات لتدوين وتعداد الوصايا الواردة في التوراة، إلا أن العدد التقليدي هو الإحصاء الذي قام به موسى بن ميمون ويشمل 613 وصية وهي تنقسم إلى نوعين: «وصية إيجابية» تأمر بفعل شيء، و«وصية سلبية» تنهى عن فعل شيء. عدد الوصايا السلبية هو 365، وهو يوافق عدد أيام السنة الشمسية، وعدد الوصايا الإيجابية هو 248 وهو عدد العظام والأعضاء الرئيسية في جسم الإنسان (حسب اعتقاد ابن ميمون). على الرغم من أن الرقم 613 مذكور في التلمود، فقد زادت أهميته الحقيقية في الأدب الحاخامي في العصور الوسطى في وقت لاحق.
تُقسم الـ 613 وصية إلى ثلاث فئات عامة: القوانين والشهادات والمراسيم، فالقوانين هي الوصايا التي تُعتبر بديهية، مثل عدم القتل وعدم السرقة. والشهادات هي التي تحيي ذكرى الأحداث الهامة في التاريخ اليهودي مثل يوم السبت، والمراسيم هي وصايا بدون أساس منطقي معروف، ويُنظر إليها على أنها مظاهر نقية للإرادة الإلهية.
بعد تدمير الهيكل الثاني فٌقدت الميتزفة، وحسب الإحصاء للوصايا الواردة في التوراة والتلمود الموجودة اليوم فإنه هناك 77 وصية إيجابية و194 وصية سلبية، منها 26 أمرًا ينطبق فقط داخل أرض إسرائيل. وبعض هذه الوصايا متعلقة بأدوات الهيكل وبعض الطقوس والشعائر، وبعضها وصايا للرجال فقط وبعضها للنساء.